# Villa Carcina
Villa Carcina – miejscowość i gmina we Włoszech, w regionie Lombardia, w prowincji Brescia.
Według danych na rok 2004 gminę zamieszkiwało 10 016 osób, 715,4 os./km².